# فردودگاه تکبانده مونوز
فردودگاه تکبانده مونوز (به انگلیسی: Muñoz Airstrip) یک فرودگاه خصوصی است که یک باند فرود خاک دارد و طول باند آن ۱۰۲۸ متر است. این فرودگاه در کشور مکزیک قرار دارد و در ارتفاع ۹ متری از سطح دریا واقع شده‌است.